# Luxgen
Luxgen Motors (Chinois: 納智捷汽車; pinyin: Nàzhìjié Qìchē) est un constructeur automobile taïwanais. C'est une marque du groupe taïwanais Yulon Motor créée en 2009. Le nom de « Luxgen » est un mot-valise composé de « Luxury », c'est-à-dire « luxe » et « Genius », « génie » en français. Ses véhicules ont un positionnement premium.
La gamme Luxgen se compose en 2019 de sept véhicules : les berlines S3 et S5, les SUV U5, U6 et U7, ainsi que les monospaces M7 et V7.

## Modèles

### Luxgen M7

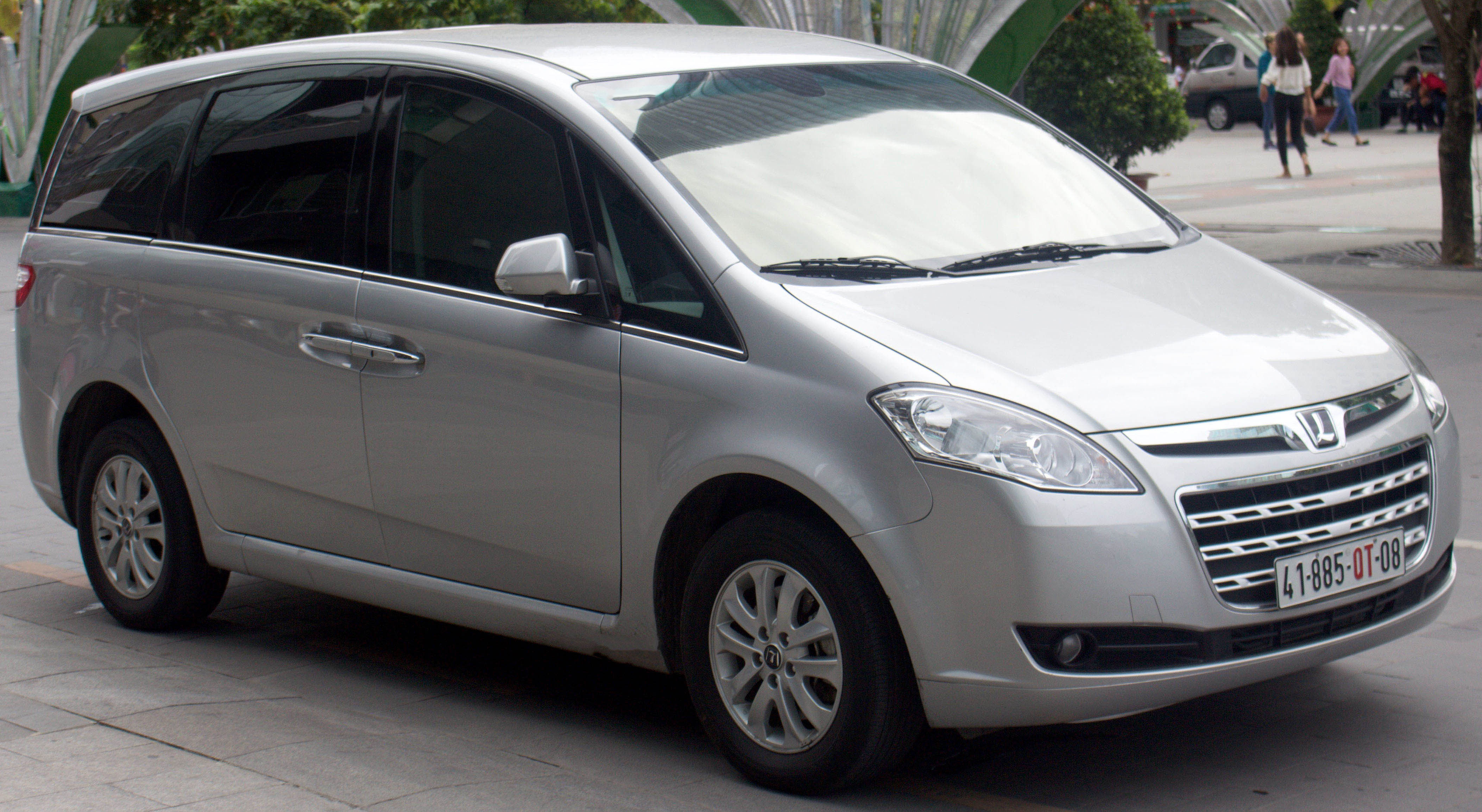
LUXGEN 7 MPV Avant.

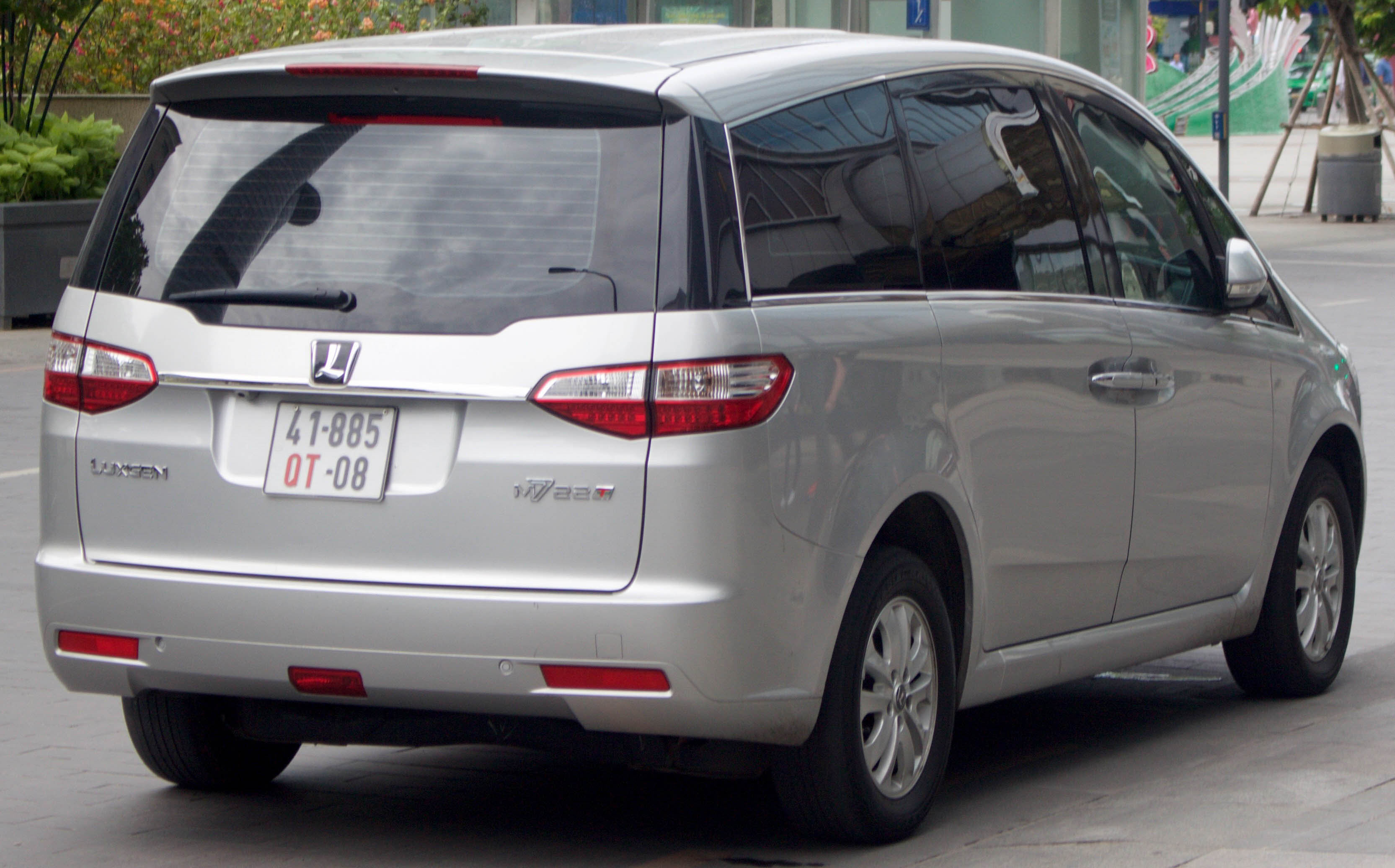
LUXGEN 7 MPV Arrière.

Le Luxgen7 MPV, renommé ensuite Luxgen M7, sorti en 2009, est le premier véhicule à avoir été produit par Luxgen. C'est un monospace premium de 4,80 m avec 7 places. Sa plateforme est issue du Renault Espace de troisième génération. Il offre un équipement pléthorique plus généralement attribué aux berlines haut-de-gamme allemandes avec notamment la vision à 360°, la vision de nuit et l'avertisseur de sortie de route, sièges massant en plus des équipements standards (tels que la climatisation tri-zone, le régulateur de vitesse, 6 coussins gonflables de sécurité (« airbags »), 8 HP, GPS, etc.). Le moteur un 4 cylindres en ligne de 2,2 L essence turbo appelé « 2.2 MEFI Turbo » développe la puissance de 175 chevaux à 5 200 tr/min et 275 N m de couple entre 2 500 et 4 000 tr/min, accouplé à un boite de 5 vitesses automatique. Il est vendu à Taïwan entre 798 000 TWD (environ 20 886 euros) et 1 068 000 TWD (environ 28 000 euros).

### Luxgen7 SUV / Luxgen U7 Turbo
Le Luxgen7 SUV est le 4x4 premium de Luxgen. Basé sur le Luxgen7 MPV, les équipements du SUV sont identiques. Il coûte entre 838 000 TWD (environ 21 990 euros) à 1 148 000 TWD (30 046 euros) à Taiwan son pays d'origine.
Luxgen U7 Turbo - Le Luxgen7 SUV connait un restylage en septembre 2013, avec une nouvelle face avant, une suspension abaissée de 3 cm, des phares arrière revus, un plus grand écran de 23 cm et un nouveau nom : Luxgen U7 Turbo

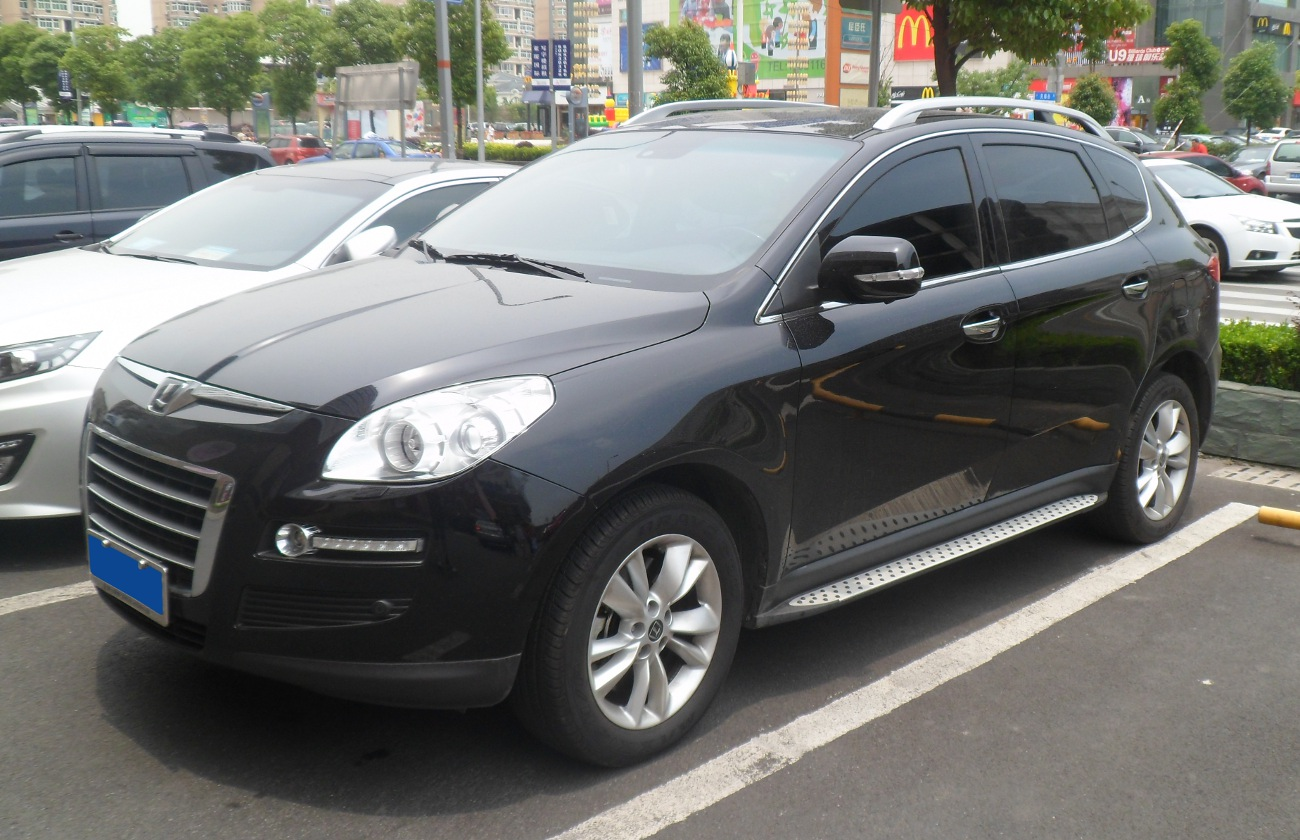
Luxgen 7 SUV.

### Luxgen S5
La Luxgen5 Sedan, ou simplement Luxgen S5, est une berline sportive premium. Sa première apparition était sous le nom de Neora EV Concept au salon automobile de Shanghai en 2011. Avec ses 4,65 m elle rentre dans la catégorie des petites berlines comme les BMW Serie 3 et Audi A4. Son coefficient aérodynamique est de 0,28 cd. Deux motorisations essence sont proposées, un 4 cylindres de 1,8 L Turbo VVT, il développe 150 ch et 230 N m, le tout associé à une BVA5 ; la deuxième motorisation est un 4 cylindres 2,0 L Turbo VVT de 170 ch et 256 N m avec une BVA6 mise au point récente par les Japonais d’Aisin. La version 2,0 L revendique une Vmax de 210 km/h et un 0 à 100 km/h en 8,5 secondes. La voiture est proposée avec de nombreux équipements tels que la climatisation tri-zone, la sellerie cuir, un HUD, des feux à LED, un frigo, un écran tactile central Android de 23 cm fabriqué par HTC, un système Hi-Fi JBL avec 8 ou 12 HP. À Taïwan, son pays d'origine, le prix d'entrée avec la motorisation 1,8 L débute à 690 000 TWD (environ 18 000 euros).

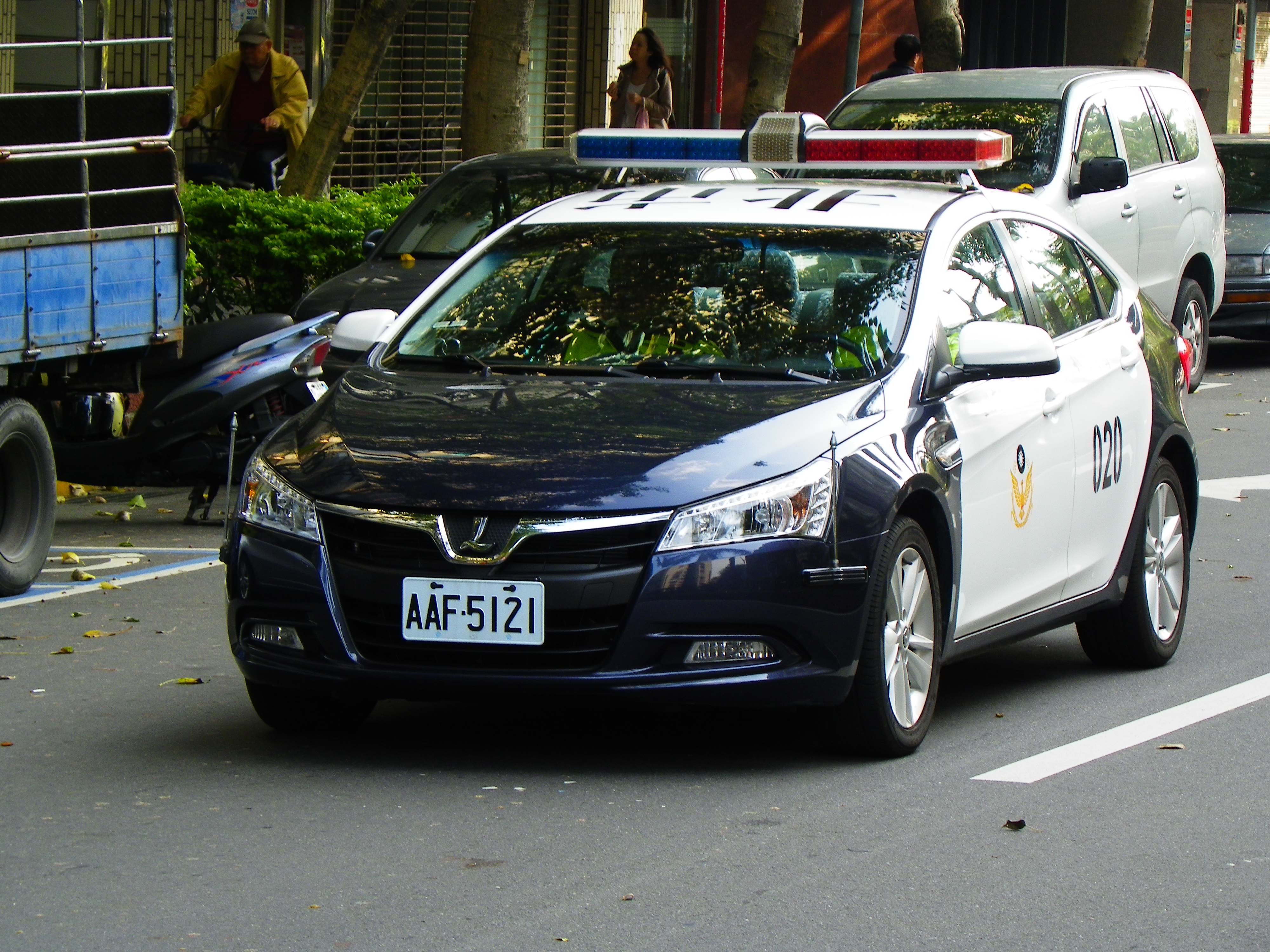
Luxgen5 de police taiwanaise.

- Luxgen5 Sedan M+ : cette voiture est la version sportive de la Luxgen5 Sedan de base. Celle-ci dispose d'un kit carrosserie sportif, et d'une boite manuelle, et est équipé d'un 4 cylindres de 1,8 Turbo.

### Luxgen U6 Turbo
Le Luxgen U6 Turbo est un crossover de Luxgen sorti en novembre 2013.

### Luxgen URX
Le Luxgen URX est un SUV sept places de 4,74 mètres de long, annoncé pour 2019. Il pourrait être le premier véhicule Luxgen exporté vers l'Europe.